# ديفيد مور (سياسي إسرائيلي)
ديفيد مور هو صائغ ‏ وشخصية أعمال وسياسي إسرائيلي، ولد في 21 سبتمبر 1941. نشط حزبياً في ليكود. وقد انتخب عضو الكنيست ‏ (27 أكتوبر 1988 – 21 نوفمبر 1988).